# Charles R. Alcock

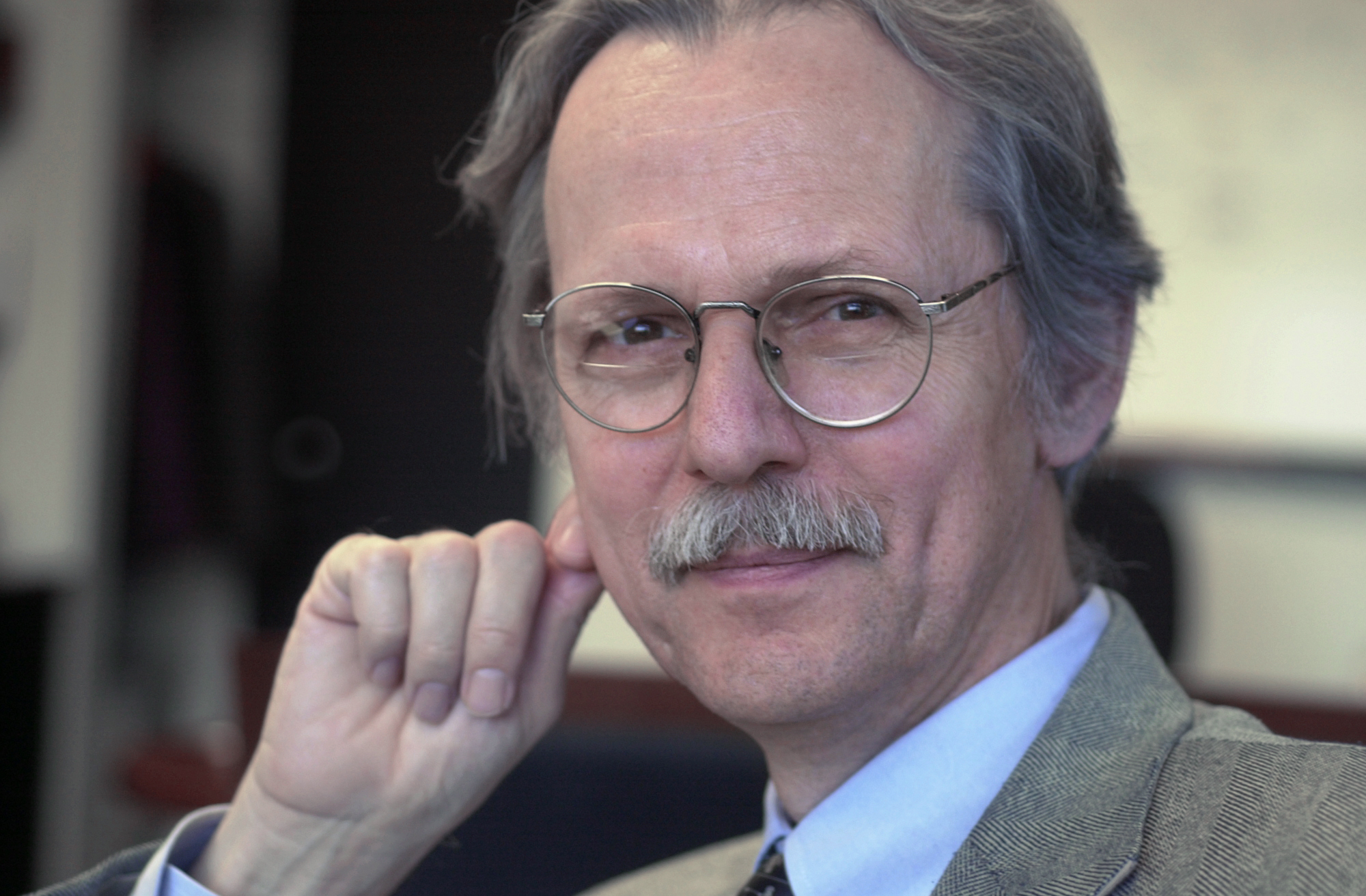
Charles R. Alcock

Charles Roger Alcock (* 15. Juni 1951 in Windsor, England) ist ein US-amerikanischer Astronom.

## Leben
Alcock erwarb den Doktorgrad 1977 am California Institute of Technology. Danach war er Wissenschaftler am Institute for Advanced Study (Princeton), 1981–1986 Associate Professor am Massachusetts Institute of Technology, 1986–2000 am Lawrence Livermore National Laboratory, wo er das Institut für Geophysik und planetare Physik leitete. Nach einer Zeit als Professor an der University of Pennsylvania ist er seit 2004 Direktor des Harvard-Smithsonian Center for Astrophysics. 1983 wurde er Forschungsstipendiat der Alfred P. Sloan Foundation (Sloan Research Fellow).
Alcock war leitender Wissenschaftler des MACHO-Projekts zur Suche nach lichtschwachen, aber massereichen Objekten im Halo der Milchstraße mit Hilfe des Mikrolinseneffekts. Solche Objekte wurden als möglicher Teil der Dunklen Materie gesucht. Er leitet eine Suche nach Objekten im äußeren Bereich des Sonnensystems mit Hilfe von Sternbedeckungen, den Taiwanese-American Occultation Survey.

## Ehrungen
- 1996 Ernest-Orlando-Lawrence-Preis
- 2000 Beatrice-M.-Tinsley-Preis
- 2001 Mitglied der National Academy of Sciences
- 2006 Mitglied der American Academy of Arts and Sciences